# Февраль 2008 года

Список событий февраля 2008 года.

## События

### Важнейшие
Этот раздел включается в статью 2008 год
- 2 февраля — в магазине одежды «Lane Bryant[англ.]» в Тинли-Парке произошла кровавая бойня[1].
- 3 февраля — 2-й тур президентских выборов в Сербии.
- 2—4 февраля — в Чаде вторая попытка повстанцев захватить столицу после 2006 года.
- 5 февраля — вступление Украины в ВТО.
- 5 февраля — «Супер-вторник». День выборов делегатов на партийные съезды в США.
- 7 февраля — 121-й старт (STS-122) по программе Спейс Шаттл. 29-й полёт шаттла Атлантис. Экипаж — Стивен Фрик, Алан Пойндекстер, Рекс Уолхайм, Стэнли Лав (Stanley Love), Леланд Мелвин, Ханс Шлегель (Германия), Леопольд Эйартц (Франция). Продолжение строительства Международной космической станции.
- 17 февраля — провозглашение в одностороннем порядке независимости автономного края Косово и Метохия от Сербии.
- 19 февраля — Фидель Кастро подал в отставку с постов главы Госсовета и главнокомандующего армией Кубы.
- 19 февраля — выборы третьего президента Республики Армения.
- 21 февраля — демонстрации в Белграде против провозглашения независимости Косово, окончившиеся массовыми беспорядками, погромами посольств стран, которые признали независимость Косово.
- 21 февраля — Вооружённые силы Турции начали сухопутную операцию на севере Ирака против курдских боевиков[2].

### Все события
- 1 февраля
  - Писатель Фредерик Бегбедер был задержан парижской полицией за употребление и незаконное хранение кокаина.
  - Стив Баллмер, главный исполнительный директор Microsoft, направил Совету директоров компании Yahoo! официальное предложение о покупке.
- 5 февраля
  - «Газпром» утвердил Виктора Зубкова кандидатом в совет директоров.
- 6 февраля
  - Компания Rio Tinto отклонила предложение о покупке в 147 миллиардов долларов от крупнейшего горнодобытчика BHP Billiton.
- 7 февраля
  - Госсекретарь США Кондолиза Райс и глава МИД Великобритании Дэвид Милибанд прибыли в Афганистан с не объявленным ранее визитом.
  - Кольцеобразное солнечное затмение[англ.].
- 8 февраля
  - Президент России В. В. Путин подвёл итоги своего правления, зачитав в Кремле на заседании Госсовета доклад «Стратегическое развитие России до 2020 года».
- 9 февраля
  - Максим Чудов стал чемпионом мира по биатлону в спринте.
  - Израильский математик А. Н. Трахтман доказал теорему о раскраске дорог, которая была недоказанной 38 лет[3].
- 10 февраля
  - Сборная Египта по футболу второй раз подряд (и шестой раз в истории) выиграла Кубок африканских наций.
  - В Сеуле сожжён Намдэмун — национальный корейский памятник XIV века.
- 11 февраля
  - Президент Республики Восточный Тимор Жозе Рамуш-Орта ранен боевиками при попытке мятежа.
- 12 февраля
  - К Международной космической станции пристыкован модуль — научная лаборатория «Коламбус», созданный по заказу ЕКА.
- 13 февраля
  - В Японии в возрасте 92 лет скончался классик кино режиссёр Кон Итикава.
  - В Саратове убит прокурор области Евгений Григорьев.
  - Правительство Швеции отклонило заявку консорциума Nord Stream AG на прокладку одноимённого газопровода через её территориальные воды.
- 14 февраля
  - В университете в штате Иллинойс мужчина застрелил 5 человек, ранил 18 человек.
  - Президент России В. В. Путин выступил с последней речью на своём посту.
  - На чемпионате мира по биатлону Екатерина Юрьева выиграла индивидуальную гонку.
  - Президент Чада Идрис Деби объявил в стране чрезвычайное положение.
  - В Ереване потерпел аварию самолёт CRJ-100LR компании «Белавиа».
- 15 февраля
  - Новое обострение беспорядков в Дании, вызванных публикацией карикатуры на пророка Мухаммеда.
- 16 февраля
  - Умер народный артист России Борис Хмельницкий.
  - В Мехико прогремели два взрыва неподалёку от здания Министерства общественной безопасности.
  - Сборная России по биатлону победила в эстафете 4*7,5 км на Чемпионате мира в Эстерсунде, Швеция.
- 17 февраля
  - Парламент Косово проголосовал за принятие декларации о независимости края.
  - В результате теракта в Кандагаре погибло около 70 человек.
- 19 февраля
  - В Армении состоялись президентские выборы. Победил Серж Саркисян.
  - Фидель Кастро объявил об уходе с поста главы Государственного совета Кубы.
  - Скончалась известная русская балерина Наталия Бессмертнова.
  - Скончался Егор Летов, рок-музыкант, лидер группы «Гражданская оборона».
- 20 февраля
  - В США создан штаб по энергетической войне с Россией[4].
- 21 февраля
  - Землетрясение силой 7,5 баллов в Индонезийской провинции Ачех.
  - Американские военные впервые (после китайцев) расстреляли вышедший из строя спутник-шпион ракетой-перехватчиком «Стандарт-3» (SM-3) с борта крейсера Lake Erie в Тихом океане[5].
  - Неподалёку от Мериды потерпел катастрофу самолёт ATR 42, погибли 46 человек.
- 22 февраля
  - Банк «Northern Rock» официально национализирован правительством Великобритании.
- 23 февраля
  - На острове Гуам потерпел аварию американский бомбардировщик B-2, самый дорогой самолёт в истории авиации.
  - С космодрома Танегасима с помощью ракеты-носителя H-IIA был осуществлён успешный запуск японского экспериментального телекоммуникационного спутника Kizuna.
- 25 февраля
  - Венгрия присоединилась к проекту газопровода «Южный поток».
- 26 февраля
  - Пять атомных реакторов на АЭС в Турки-Пойнт в штате Флорида, США, были остановлены по невыясненным причинам.
- 27 февраля
  - Курс евро к доллару США впервые в истории превысил отметку в 1,5.
- 28 февраля
  - Открыт 36-километровый мост через залив Ханчжоувань[6].
  - Катастрофа Ми-8 у посёлка Жалагаш.
- 29 февраля
  - Установлен последний элемент Большого Адронного Коллайдера, самого крупного в мире ускорителя элементарных частиц.
  - Израильская армия начала операцию «Горячая зима» в секторе Газа.